# Tony Conwell
Anthony Conwell (17 tháng 1 năm 1932 – 6 tháng 5 năm 2017) là một cầu thủ bóng đá người Anh có 281 lần ra sân ở Football League thi đấu ở vị trí hậu vệ phải cho Sheffield Wednesday, Huddersfield Town, Derby County và Doncaster Rovers. Conwell mất tại bệnh viện ngày 6 tháng 5 năm 2017, hưởng thọ 85 tuổi.